# Ренгевич Олександр Олександрович
Ренгевич Олександр Олександрович (19 серпня 1916 року, с. Августинівка, Верхньо-Хортицький район, Запорізька область — 27 грудня 2004 року, Дніпропетровськ) — український гірничий інженер-електромеханік, доктор технічних наук, заслужений професор Державного ВНЗ «Національний гірничий університет», заслужений працівник народної освіти України, відмінник освіти України.

## Біографія
Ренгевич Олександр Олександрович народився 19 серпня 1916 року в селі Августинівка Запорізької області. У 1927 році у зв'язку з будівництвом Дніпрогесу село потрапило в зону затоплення водами Дніпра, і родина переїхала в Дніпропетровськ. Олександр закінчив фабрично-заводську семирічку № 2, у 15 років став учнем слюсаря. Одночасно навчався в руднично-заводському училищі при залізничному депо. Від 1933 до 1939 рр. навчався в Дніпропетровському гірничому інституті. Після закінчення з відзнакою інституту в 1939—1940 рр. працював інженером тресту «Товарковуголь» Підмосковного вугільного басейну. Учасник Другої світової війни. Був заступником командира артилерійської батареї (1941 р.), старшим помічником начальника оперативного відділення штабу 59-ї армії (1943 р.), начальником штабу 85-ї важкої гаубичної бригади (1944 р.). Після демобілізації викладав у Дніпропетровському гірничому технікумі, Дніпропетровському гірничому інституті, де захистив кандидатську (1950) та докторську (1962) дисертації. У 1963—1972 роках — ректор ДГІ. Очолював кафедру рудникового транспорту, був депутатом Дніпропетровської міської ради, головою Ради ректорів вишів області. Автор наукових праць у галузі рудникового електротранспорту.

## Наукова діяльність
- 1952 рік — отримує вчене звання доцента.
- 1964 рік — затверджений у вченому званні професора.
- 1997 рік — присвоєно звання «Заслужений працівник народної освіти

України».
- 2001 рік — присвоєно звання «Заслужений професор НГАУ».

Олександр Олександрович Ренгевич є автором 118 наукових праць, присвячених питанням гірничої електромеханіки, автоматизації гірничого виробництва, підвищення енергоефективності та надійності шахтного обладнання. Його наукові інтереси охоплювали як теоретичні засади, так і практичні рішення для вугільної та рудної промисловості України. У своїх роботах він аналізував експлуатаційні особливості електромеханічних систем, розробляв методи модернізації гірничої техніки та був активним учасником впровадження інновацій у вітчизняну промисловість. Навіть після його смерті виходять наукові праці вченого:
- Методичні вказівки до виконання курсового проекту «Кар'єрний транспорт» з дисципліни «Транспортні системи гірничих підприємств»/О. О. Ренгевич, О. В. Денищенко. — Днепропетровськ: НГУ, 2004.
- Експлуатаційні розрахунки транспортних комплексів кар'єрів (залізничний, автомобільний, конвеєрний, скіповий транспорт): навч. посібник /О. О. Ренгевич, О. В. Денищенко; Національний гірничий ун-т. — Дніпропетровськ: НГУ, 2005.– 99 с.
- Транспорт на гірничих підприємствах: підруч. для вузів /М. Я. Біліченко, Г. Г. Півняк, О. О. Ренгевич, В. І. Тарасов, А. М. Варшавський — Дніпропетровськ: НГУ, 2005. — 635 с.
- Розрахунок шахтного локомотивного транспорту: навч. посібник //О. О. Ренгевич, О. М. Коптовець, П. А. Дьячков, Є. А. Коровяка, Національний гірничий університет. — Дніпропетровськ: НГУ, 2007. — 82 с.

Видатний спеціаліст у галузі досліджень рухомого складу електровозного транспорту, Ренгевич опублікував за цим напрямом понад 10 підручників та навчальних
посібників, отримав 19 винаходів, підготував 17 кандидатів наук.